# Березівський сільський округ
Бере́зівський сільський округ (каз. Березов ауылдық округі, рос. Берёзовский сельский округ) — адміністративна одиниця у складі Кизилжарського району Північноказахстанської області Казахстану. Адміністративний центр — село Велика Малишка.
Населення — 1756 осіб (2021; 2072 у 2009, 2456 у 1999, 3626 у 1989).
Станом на 1989 рік існували Березівська сільська рада (села Барньовка, Велика Малишка, Гончаровка, Ташкентка) та Долматовська сільська рада (села Долматово, Красний Яр) колишнього Соколовського району. 2013 року до складу округу увійшло село Долматово ліквідованого Долматовського сільського округу, село Красний Яр передано до складу Вагулінського сільського округу.

## Склад
До складу округу входять такі населені пункти:
| Населений пункт      | Старі назви | Населення, осіб (1989) | Населення, осіб (1999) | Населення, осіб (2009) | Населення, осіб (2021) |
| -------------------- | ----------- | ---------------------- | ---------------------- | ---------------------- | ---------------------- |
| Барньовка, село      | -           | 390                    | 263                    | 211                    | 157                    |
| Велика Малишка, село | -           | 2109                   | 1160                   | 1022                   | 939                    |
| Гончаровка, село     | -           | 162                    | 150                    | 122                    | 97                     |
| Долматово, село      | -           | 627                    | 555                    | 466                    | 320                    |
| Ташкентка, село      | -           | 338                    | 328                    | 251                    | 243                    |